# Mosteiro de Nossa Senhora de Guadalupe
O Mosteiro de Nossa Senhora de Guadalupe - Mãe das Américas é um mosteiro pertencente a Ordem de Santa Clara ou Ordem das Clarissas, o que faz o mesmo também ser conhecido como Mosteiro das Clarissas. Foi o primeiro mosteiro construído no estado do Rio Grande do Norte estando localizado na cidade de Caicó.

## História
Em 1984, atendendo aos pedidos do então Bispo da Diocese de Caicó, Dom Heitor de Araújo Sales, a Madre Maria Pacífica de Jesus Crucificado acompanhou sua vigária, Madre Maria Coleta e as sete irmãs escolhidas vindas do Rio de Janeiro para edificar o primeiro Mosteiro do estado do Rio Grande do Norte. Em 17 de junho de 1984, aconteceu a fundação do mosteiro, sendo instalado provisoriamente no Castelo de Engady, Em 1986 foram inauguradas as dependências principais do mosteiro, já com condições de abrigar as religiosas. Aos 07 de maio de 1989 aconteceu a bênção e dedicação da Capela, completando o conjunto principal do mosteiro.
O florescimento das vocações superou todas as expectativas e, em dois anos a comunidade já tinha o seu número dobrado.

## Arquitetura
Com a colaboração de benfeitores, especialmente da Alemanha, foi erigido um conjunto composto pelo claustro, pela capela, um cemitério, dependências para hóspedes e o parlatório, onde através das grades as monjas mantêm contato com o mundo exterior. No altar da capela encontra-se um mural, representando Francisco e Clara aos pés do Crucificado pintado por Cláudio Pastro, um dos nomes mais famosos da arte sacra do Brasil.

## Monjas
As monjas vivem em regime de clausura pontifícia, estão proibidas de sair do claustro, bem como é vetada a entrada de qualquer pessoa, sob pena de excomunhão. Contudo as monjas também trabalham para sustentar o mosteiro, desenvolvendo-o principalmente através do artesanato, com a confecção de cartões, quadros, imagens, terços e outros objetos devocionais; Também fabricam as hóstias e partículas usadas nas celebrações em toda a Diocese, além da confecção de alfaias e paramentos (túnicas, estolas, casulas e outros) que revestem os sacerdotes e ministros do altar. A renda é revertida em prol da manutenção do mosteiro, que subsiste também através das doações dos benfeitores daquela instituição.